# Dorota Burdzel
Dorota Burdzel z d. Urbaniak (ur. 4 lutego 1978) – polska siatkarka, była reprezentantka Polski, występująca na pozycji przyjmującej. Po sezonie 2007/2008 siatkarka postanowiła zakończyć karierę. Uczestniczka Mistrzostw Świata juniorek.

## Kluby
- KS Zamość
- Stal Nowa Dęba
- SMS Sosnowiec
- KPSK Stal Mielec
- Beauvais Oise
- KPSK Stal Mielec[1]

## Sukcesy
- 1999  1 brązowy medal w mistrzostwach Polski z KPSK Stal Mielec
- 2000  1 srebrny medal w mistrzostwach Polski z KPSK Stal Mielec